# Polsk-ryska kriget 1654–1667
Polsk-ryska kriget 1654-1667 var ett krig som gällde de ukrainska och de vitryska områdena. Kriget utbröt som en följd av att de ukrainska kosackerna år 1654 anslöt sig till Ryssland.
Efter inledande framgångar för de rysk-ukrainska styrkorna övertog så småningom Polen, som bl.a. fick militär hjälp från Krimkhanen, initiativet men i slutet var båda sidor utmattade av de långa striderna.
1667 tillföll slutligen östra Ukraina officiellt Ryssland genom ett fredsavtal (egentligen ett stillestånd) mellan Polen och Ryssland som slöts i byn Andrusovo i närheten av Smolensk.

## Bakgrund

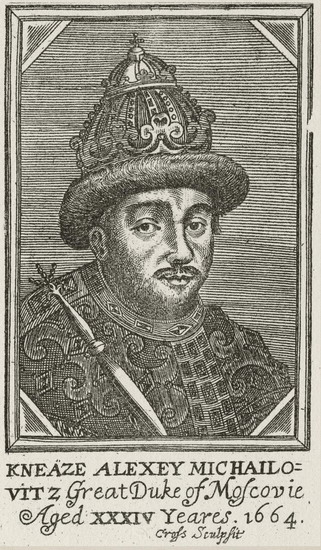
Rysslands tsar Aleksej Michajlovitj Romanov

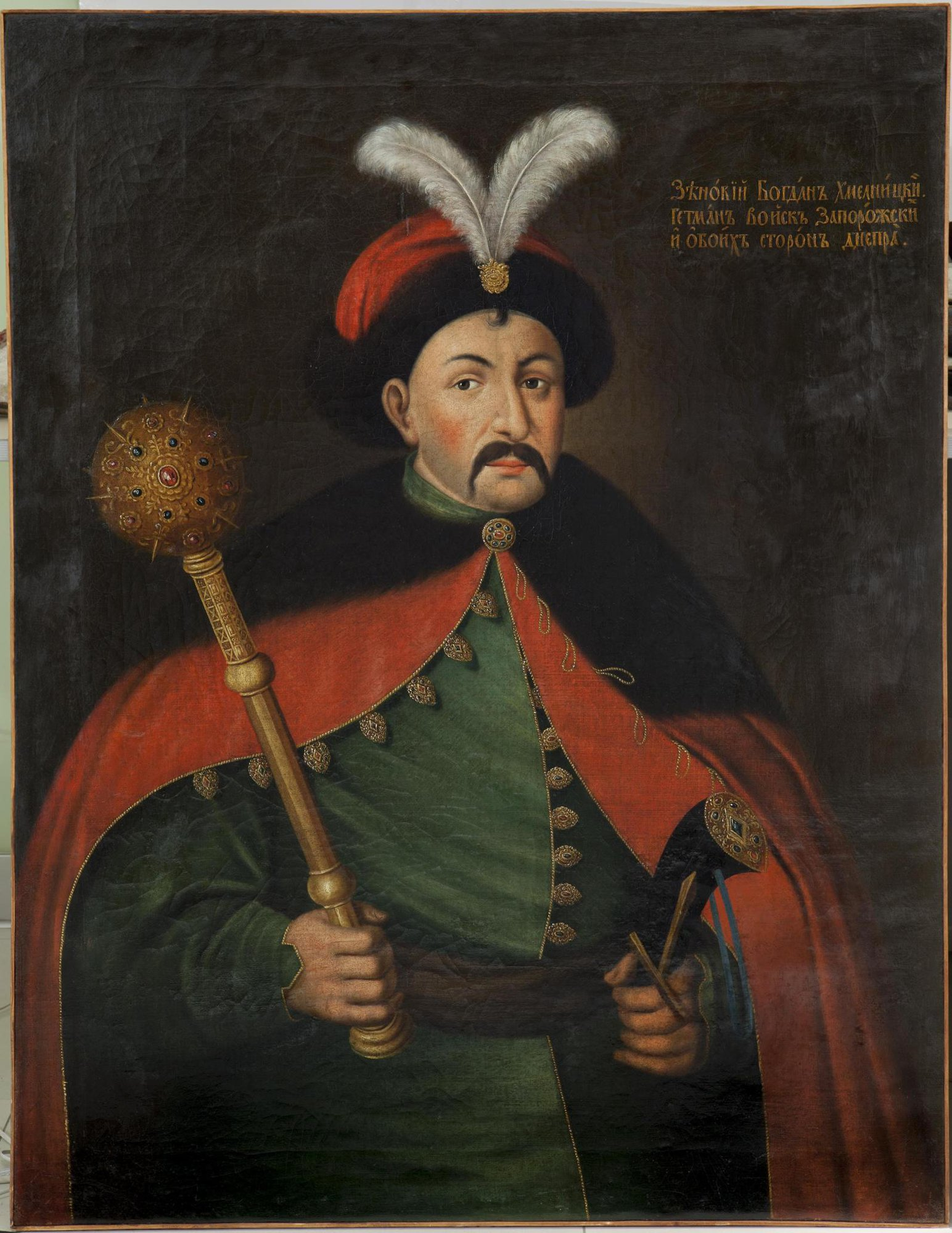
Bogdan Chmelnitskij

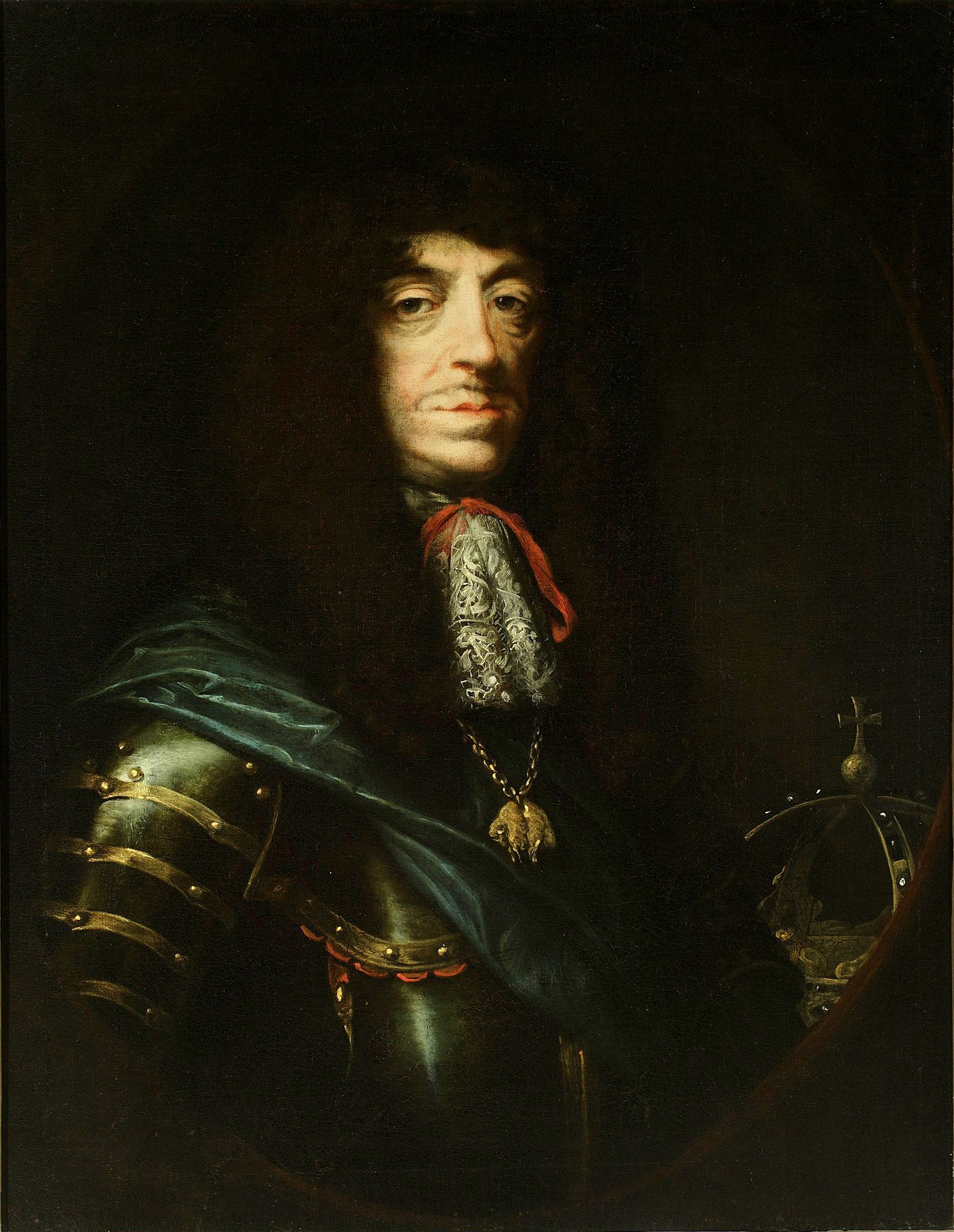
Den polske kungen Johan II Kasimir (pol. Jan II Kazimierz), regerade från 1648-1668

En ny polsk-rysk militär konflikt bröt ut 20 år efter den föregående (se Polsk-ryska kriget 1632–1634). Orsaken till den var de ukrainska kosackernas (under ledning av Bogdan Chmelnitskij) uppror mot den polska makten. Efter några års kamp blev Chmelnitskij övertygad att det skulle bli omöjligt att uppnå framgång för hans befrielserörelse utan en stark och pålitlig allierad. Därför bad hetmanen under flera års tid (första gången redan sommaren 1648) att Moskva skulle inkludera Ukraina i sitt land.
Som svar på de mångtaliga förfrågningarna från det ukrainska folkets representanter sammankallade den ryske tsaren Aleksej Michajlovitj ett landsråd (s.k. Zemskij sobor). Frågan var inte enkel. Många betraktade konflikten med Polen som icke-ändamålsenlig på grund av ett gällande fredsavtal samt på grund av materiella orsaker. Minnena från de tidigare polsk-ryska krigen var färska. Dessutom framkallade själva motståndaren farhågor. Tidigare sammanstötningar med polackerna slutade i stort sett med misslyckanden. Till en början försökte Moskva försvara Chmelnitskij genom förhandlingar med Warszawa. Men dessa slutade resultatlöst. I sin strävan att skynda på den ryske tsaren förklarade hetmanen att han i så fall skulle anta den turkiske sultanens förslag om att bli hans vasall. Detta skulle inte bara sänka Rysslands prestige internationellt, men skulle också betyda den turkiska gränsens uppdykande i närheten av Kursk och Charkiv. Turkiet hade dessutom siktet inställt på Kazan och Astrachan.
Landsrådet varade länge - från 1651 till 1653. Till slut vann den sidan som förespråkade försvaret av det ukrainska folket och den ortodoxa kyrkan. Ryssarna skickade iväg en delegation till Chmelnitskij under ledning av bojaren Vasilij Buturlin. 8 januari 1654 ägde ett allmänt råd rum i staden Perejaslav i Ukraina, under vilket det ukrainska folket enhälligt svor eden till den ryske tsaren. Gud, fastställ! Gud, giv fasthet! För att vi i all evighet voro enade. Så löd de avslutande orden i den folkliga eden. Enligt avtalet med Moskva behöll Ukraina (Lillryssland) lokalt självstyre och sin armé. Så avslutades denna historiska händelse - en förening mellan Ukraina och Ryssland. Följden av det blev flera krig mellan den ryska staten och Polen, Sverige och sedermera även med Turkiet.
Rysslands krig om området mellan 1654 och 1667 kan delas upp i en rad kampanjer. 1. Kampanjen 1654-1655. 2. Kampanjen 1656-1658, eller Svensk-ryska kriget 1656-1658 3. Kampanjen 1658-1659 4. Kampanjen 1660 5. Kampanjen 1661-1662 6. Kampanjen 1663-1664 7. Kampanjen 1665-1666. Under alla dessa kampanjer förde ryssarna krigshandlingar på två krigsskådeplatser samtidigt - den norra (litauisk-vitryska) och den södra (ukrainska). Det var ett av den ryska statens största krig under denna period. Noteras bör att det var första gången som den ryska armén förde stora krigshandlingar i Ukraina. Detta krig gick hand i hand med starka inre konflikter på alla krigsskådeplater (framför allt i Ukraina), samt ett indragande i denna konflikt av andra nationer ( Sverige, Krimkhanatet).

## Kampanjen 1654-1655

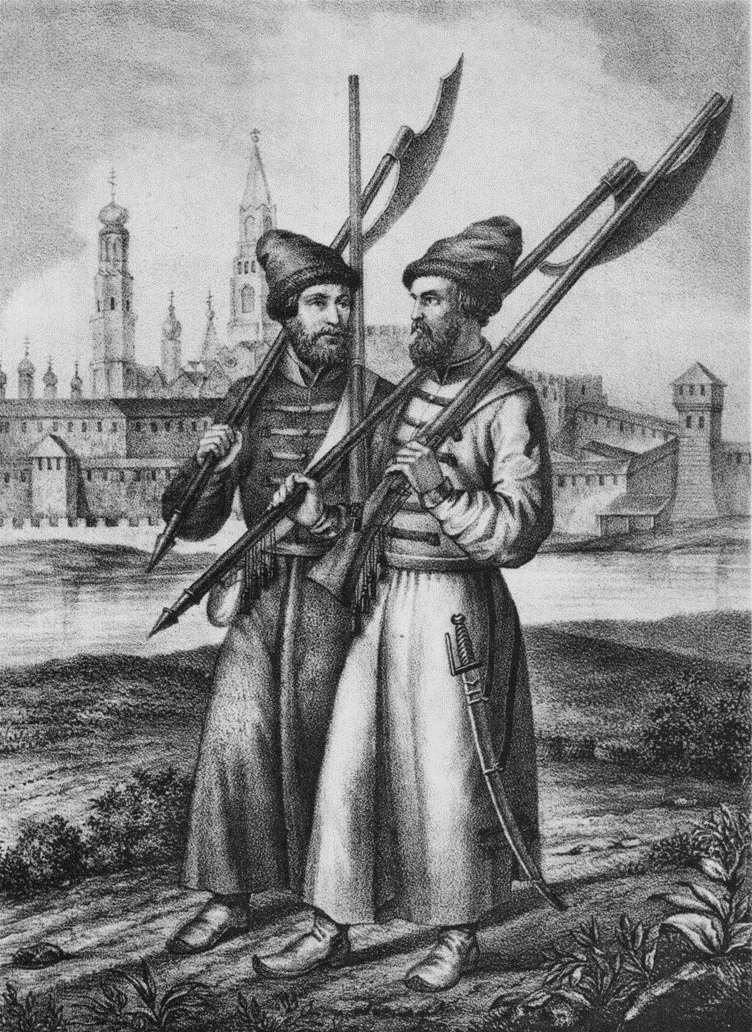
Ryska streltser

Denna kampanj kännetecknandes av en offensiv från de förenade rysk-ukrainska styrkornas sida. Den präglades av stora framgångar för de allierade, vilka kastade tillbaka Rzeczpospolita från Dnepr till floden Bug. Den ryska militärledningens primära mål under krigets inledningsskede var ett återbördande av Smolensk och andra ryska städer som tidigare hade tagits av Polen. Med utgångspunkt från dessa målsättningar byggde ryssarna upp en plan för kampanjens första år. Ryssarnas huvudstyrkor med den ryske tsaren Aleksej Michailovitj i spetsen gick mot Smolensk. Längre norrut i riktning mot Polotsk och Vitebsk agerade en armé under ledning av vojevoden Vasilij Sjeremetev. En hjälpkår befann sig i Ukraina där den agerade ihop med Bogdan Chmelnitskijs armé.
Den ryska arméns sammansättning hade väsentligt förnyats. Dess kärna utgjordes av regementen av det utländska snittet, vars huvuddel redan bestod av ryska soldater och inte av legotrupper. Tillsammans med enheterna av det utländska snittet följde till fälttåget även ett lantvärn av beridna och infanteritrupper (opoltjenije), streltser, samt betydande kosackenheter. De förenade rysk-ukrainska truppernas styrka gav möjlighet att under krigets inledande period uppnå tidigare oanade resultat. Den första och en av de största framgångarna i detta krig var erövringen av Smolensk.

### Erövringen av Smolensk (1654)

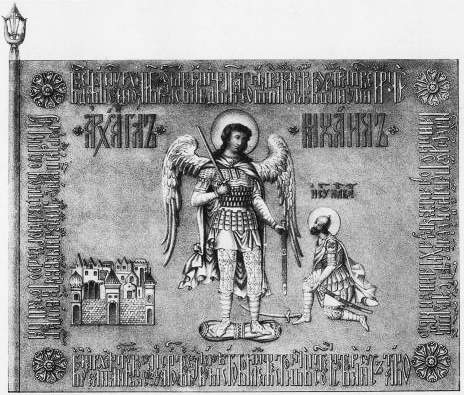
Den ryske tsaren Aleksej Michajlovitjs standar

I juni 1654 närmade sig den ryska armén under ledning av tsar Aleksej Michajlovitj (omkring 40 tusen man) Smolensk. Staden försvarades av en polsk-litauisk garnison under ledning av vojevoden Obuchovitj (över 2 tusen man). Belägringen inleddes den 26 juli. Natten mot den 16 augusti försökte ryssarna storma staden, men stormingen slutade utan framgång. De belägrade sprängde ett av tornen som anfallarna hade kommit in i, vilket tvingade dem att retirera. Under stormningen förlorade ryssarna 300 döda och 1 tusen sårade. Dock ledde inte denna framgång till någon höjning av moralen bland de belägrade. Det rådde brist på folk, krut och man hade inte lust att försvara sig.
Efter nederlaget för hetman Radzivills armé vid floden Sjklovka försvann även de belägrades förhoppningar om hjälp utifrån. Dessutom uttryckte stadsinvånarna öppna sympatier till den ryska armén och ville inte utstå en lång belägring. Garnisonssoldaterna i Smolensk började desertera. I september föreslog Obuchovitj att man skulle inleda förhandlingar om överlämnandet av fästningen. Genomförandet av förhandlingarna påskyndades av stadsinvånarna själva, vilka öppnade portarna för den ryske tsaren. Ledarna för försvaret (vojevoden Obuchovitj och översten Korf) tilläts resa iväg till Litauen. De övriga försvararna av fästningen och stadsinvånarna fick rätten att välja att antingen svära trohetseden till den moskovitiske tsaren eller resa iväg till de litauiska områdena.

### Slaget vid floden Sjklovka (1654)
Under tiden då Smolensk belägrades besegrade den ryska armén under vojevoden Aleksej Trubetskojs ledning den polska armén under hetman Radzivills ledning vid floden Sjklovka, i närheten av byn Sjepelevitji (östra Vitryssland) den 14 augusti 1654. Ryssarna erövrade den polska trängen, fanan och den sårade Radzivills vagn. Radzivill lyckades fly till fots. Ryssarna tog 282 fångar, bland dem 12 överstar. Själva förlorade de 12 döda och 97 sårade. Efter detta nederlag hade inte polackerna några större styrkor kvar i södra Vitryssland, mellan Dnepr och Berezina. Efter den ryska segern vid Sjklovka kapitulerade den 26 augusti Mogiljov. Radzivills nederlag berövade i praktiken all hjälp utifrån till garnisonen i Smolensk.

### Erövringen av Polotsk och Vitebsk (1654)
Under tiden intog vojevoden Sjeremetevs armé, efter en två veckors belägring i juni, staden Polotsk, och sedan, efter segrarna mot de polska styrkorna i slagen vid Susja och Glubokoje, kom den i augusti fram till Vitebsk. Sjeremetev förfogade inte med tillräckliga styrkor för att storma staden. Därför försökte den ryske befälhavaren få garnisonen att gå med på en kapitulation. Efter långa och fruktlösa förhandlingar och eftersom vinterkylan närmade sig bestämde sig Sjeremetev trots allt att storma Vitebsk i november. Ryssarna erövrade två pålverk och tvingade de belägrade att retirera till huvudcitadellet, mot vilket man fortsatte med sitt tryck. "Den exempellösa belägringen" gjorde intryck på Vitebsks försvarare vilka kapitulerade den 22 november. Detta var den sista stora framgången för ryssarna på den norra krigsskådeplatsen under 1654 års kampanj.

### Slaget vid Drozji Pole (1655). Vinteroffensiven i Vitryssland (1655)
På den södra (ukrainska) krigsskådeplatsen kännetecknades sommaren 1655 med avsaknad av aktiviteter från de allierade, vilket tillät polackerna att här överta initiativet i slutet av året. En 18 tusen man stark polsk armé ledd av hetmaner Stanisław Lanckoroński och Stanisław Rewera Potocki, förstärkt av krimkhanen Mahmet-Gireis armé, gick över till offensiv i västra Ukraina. Mot dessa gick en rysk-ukrainsk styrka under vojevoden Vasilij Sjeremetev och hetman Bogdan Chmelnitskij (25 tusen man). En avgörande drabbning mellan de polsk-krimtatariska och rysk-ukrainska arméerna ägde rum i Achmatov-området (västra Ukraina) i januari 1655.
Slaget genomfördes i sträng kyla (varav slagfältet fick namnet Drozji Pole - ung. darrande fält). Trots den polsk-krimtatariska arméns överlägsenhet, gavs sig Sjeremetev och Chmelnitskij tappert in i striden. De ryska och kosackiska regementena byggde ett läger omgärdat av vagnar och slog galant ifrån sig under fyra dagar. Polackerna och krimtatarerna bröts sig flera gånger in i lägret, men slogs tillbaka efter handgemängsstrider. Till slut lyckades den rysk-ukrainska armén att slå sig igenom till Belaja Tserkov, där en rysk armé under vojvoden Fjodor Buturlin befann sig. Polackerna och krimtatarerna hade lidit stora förluster i slaget vid Drozji Pole och avstod från vidare avancemang. Som ett resultat av denna bittra strid lyckades den rysk-ukrainska sidan stoppa den polsk-krimtatariska offensiven i Ukraina.
Samma vinter gick de polsk-litauiska vojvoderna till offensiv i Vitryssland. I ett försök att utnyttja det faktum att de ryska huvudstyrkorna hade dragit sig tillbaka till Ryssland under vintern, gjorde furst Lukomski ett försök att återta Vitebsk, men led nederlag mot vojvoden Matvej Sjeremetevs trupper. Samtidigt gick en polsk-litauisk armé (24 tusen man) under hetman Radzivills ledning in i östra delen av Vitryssland. Den återtog Kopys, Dubrovna och Orsja, samt deblockerade den i Staryj Bychov belägrade polska garnisonen. Men Radzivills försök att komma i besittning av Mogiljov slutade i ett misslyckande. Efter en tre månader lång belägring av denna stad fanns sig den polsk-litauiska armén tvungen att dra sig tillbaka.

### Slaget vid Vilija (1655). Fälttåget mot Lwow (1655)
Sommaren 1655 gick de rysk-ukrainska styrkorna i Vitryssland till storoffensiv. 3 juli intog de Minsk och i slutet av månaden kom de fram till Wilno-området. Här, i närheten av floden Vilija (en biflod till Njemen, genomfördes den 29 juli ett slag mellan den rysk-ukrainska armén under ledning av furst Jakov Tjerkasskij och hetman Ivan Zolotarenko mot den polska armén under hetman Radzivills kommando. Den hårda striden varade en hel dag. Det hela slutade med ett fullständigt polskt nederlag, vilka i förvirringen retirerade över floden. Segern vid Vilija gjorde det möjligt för ryssarna att inta Litauens huvudstad - Wilno. I augusti intogs även Kovno (Kaunas) och Grodno. De ryska segrarna underlättades av att Polen hade anfallits av Sverige sommaren 1655, vars arméer i augusti hade kommit i besittning av Warszawa.
På den södra krigsskådeplatsen gick de rysk-ukrainska arméerna under ledning av hetman Bogdan Chmelnitskij och vojevoden Vasilij Buturlin över till offensiv i västra Ukraina och belägrade Lwow i september 1655. Dock fick denna offensiv avbrytas, eftersom en enorm armé under krimkhanen Mahmet-Girei hade invaderat Ukraina, genom att utnyttja det faktum att de rysk-ukrainska styrkorna hade dragit iväg västerut. Det krimtatariska anfallet blev tillbakaslaget, men den ryska offensiven i söder fick avbrytas. Kampanjen 1655 innebar höjdpunkten för de rysk-ukrainska arméernas framgångar, vilka nu hade kommit fram till linjen Grodno - Brest - Lwow.

## Svensk-ryska kriget 1656-1658
Se även: Karl X Gustavs ryska krig
Vidare kamp mellan Ryssland och Polen avbröts tillfälligt av det svensk-ryska krig som inleddes av Ryssland genom infall i de baltiska provinserna 1656. En del av den polska adeln erkäde den svenske monarken Karl X Gustav som sin kung. I sin strävan att hindra att Sverige skulle stärkas genom bildandet av ett gemensamt polskt-svenskt rike, slöt tsar Aleksej Michajlovitj fred med polackerna och inledde år 1656 ett krig mot svenskarna. Samtidigt hoppades han på att (genom sin armés dittills oanade framgångar) återta områden från Sverige som svenskarna hade erövrat under Stora oredans tid, samt försöka nå fram Östersjön. Byte av målsättningar förklarades genom att det förekom meningsskiljaktigheter i den ryska toppen i Moskva som gällde utrikesstrategin. Vissa, med bojaren A. S. Matvejev i spetsen, såg som sin huvuduppgift enandet av Ukraina och Ryssland. Andra, och då framförallt A. L. Ordin-Nasjtjokin, såg som sitt främsta mål kampen om Östersjökusten.
Det ryska kommandot delade upp sina styrkor på två fronter. En gruppering var verksam i området kring Neva-floden, där ryssarna intog de viktigaste fästningarna Nöteborg (ry. Oresjek) och Nyenskans. Huvudstyrkan under ledning av själva tsaren var verksam i Baltikum. Här intog ryssarna genom stormning städerna Dünaburg (Daugavpils) och Kockenhausen (Kocksnäs), och belägrade Riga i augusti 1656. En separat trupp kom i oktober 1656 i besittning av Dorpat (Tartu).
Den viktigaste händelsen under det svensk-ryska kriget blev Rigas belägring i augusti-oktober 1656. Denna stora hamn och Sveriges stödjepunkt i östra Baltikum försvarades av en garnison under ledning av general Magnus de la Gardie. Den ryska hären belägrade Riga den 23 augusti, och den 1 september inledde man en beskjutning av staden från sex batterier. Men bristen på soldater som behövdes för att inta en så stor fästning, samt avsaknaden av flottan för att blockera staden från sjön, gjorde det omöjligt för Aleksej Michajlovitj att uppnå framgång. Dessutom uppstod i ryggen på den ryska armén en rörelse bestående av lokala bönder, vilka förintade de ryska enheterna som skickades ut för att införskaffa proviant. Efter att ha erhållit förstärkningar genomförde de la Gardie den 2 oktober en djärv utbrytningsattack och tillfogade de belägrande styrkorna en svår förlust. Allt detta tvingade tsaren att lyfta belägringen av Riga och retirera till Polotsk. Efter misslyckandet vid Riga antog tsar Aleksej Michajlovitjs kamp om Baltikum en ogynnsam utveckling.
1657 gick svenskarna över till offensiv i Karelen, samt trängde ut ryssarna från större delen av Livland (ry. Livonija). Vändpunkten var en avgörande svensk seger i slaget vid Walk i juli 1657 i norra Livland. 1658 intog ryssarna Jamburg (Kingisepp) och belägrade Narva, men tvangs inom kort att avbryta belägringen. Samma år gick ryssarna med på ett stillestånd med svenskarna p.g.a. det förnyade kriget mot Polen och den allvarliga utvecklingen av situationen i Ukraina. Enligt stilleståndet i Valiesar (1658) slöt parterna ett treårigt stillestånd enligt vilket ryssarna fick behålla de erövrade territorierna (framförallt Dorpat). Sverige mobiliserade i mars 1661. Det tvingade ryssarna att ingå Freden i Kardis. Villkoren från Freden i Stolbova 1617 bekräftades. Ryssarna lämnade det territorium de ockuperat, inklusive Dorpat. En gränsreglering skulle genomföras 1662. Samtliga fångar skulle friges utan lösen. Ostörd handel skulle råda mellan länderna.

## Kampanjen 1658-1659
Avslutandet av kriget med Polen ledde till att de rysk-ukrainska relationerna spetsades till. Kosackerna accepterade inte rysk överhöghet. Deras ideal var den polska adelns (szlachtas) ställning. Genom utdrivningen av polackerna hade den kosackiska toppen lagt beslag på betydande lantegendomar och försökte nu göra dessa till sina egna med hela den omfattande uppsättningen av privilegier som existerade i grannkungadömet.
1657 dog Bogdan Chmelnitskij. På de äldstes initiativ valdes till ny hetman Ivan Vygovskij, en förespråkare av ett förbund med polackerna. I hemlighet slöt han med dessa Gadjatjavtalet (1658), vilket syftade till en federativ union mellan Polen och Lillryssland. Avtalet gav den kosackiska toppen den polska aristokratins rättigheter och höga privilegier. Efter en förening med krimkhanen upprättade Vygovskij sitt styre i Ukraina, efter att ha kväst folkets missnöje med hjälp av polackerna. Som ett resultat av detta blev händelseutvecklingen ogynnsam för Moskva. Efter att ha fått en ny allierad återupptog Polen kriget mot Ryssland.
Framförallt utbröt krigsaktiviteter på den norra krigsskådeplatsen, där den polska armén under hetman Gonsevskij försökte förena sig med den delen av de ukrainska kosackerna som befann sig i Vitryssland, och vilka hade valt Vygovskijs sida. För att förhindra detta skickades mot polackerna vojevoden Jurij Dolgorukijs armé.

### Slaget vid Varka (1658)
Mötet mellan den polska och ryska armén ägde rum 8 oktober 1658 vid byn Varka i närheten av Wilno. Till en början agerade det polska kavalleriet framgångsrikt och lyckades tränga det ryska infanteriet. Till hjälp för de omskakade infanteristerna skickade Dolgorukij två regementen av den nya typen. De färska ryska styrkornas attack avgjorde slagets utgång och den polsk-litauiska armén tog till flykten. Många polacker hamnade i fångenskap, däribland även Gonsevskij. Dolgorukij lyckades dock inte utveckla sin framgång. När han bad en annan fältherre, furst Nikita Odojevskij, om förstärkning vägrade denne att skicka några p.g.a. diskussionerna om vem som skulle lyda vem. Oavsett detta tillät nederlaget vid Varka inte polackerna att överta initiativet på den norra krigsskådeplatsen. Efter segern vid Varka kväste den ryska armén motståndet från Vygovskijs anhängare i Vitryssland.

### Slaget vid Konotop (1659)
På den södra krigsskådeplatsen utvecklade sig händelserna inte så gynnsamt för ryssarna.  En rysk armé invaderade Ukraina på våren 1659 med en stor armé med vojevoden Aleksej Trubetskoj i spetsen (enligt vissa uppgifter upp till 150 tusen man). Men istället för att gå mot en förening med Vasilij Sjeremetevs styrkor som stod i Kiev, bestämde sig Trubetskoj att först inta Konotop, där hetman Vygovskijs anhängare hade slagit sig ner. Belägringen drog ut på tiden och varade i flera månader. I juni närmade sig Vygovskij staden och hade med sig krimkhanen Mahmet-Gireis armé. Efter att ha lämnat sin huvudstyrka i bakhåll på andra sidan om floden Sosnovka, attackerade hetmanen med en liten kosackstyrka den 27 juni den moskovitiska armén, och låtsades sedan ta till reträtt. Då Trubetskoj såg det lilla antalet anfallande skickade han endast kavalleri under ledning av furstarna Semjon Lvov och Semjon Pozjarskij att förfölja dessa. De tog inte notis om fångarnas vittnesmål om bakhållet som höll på att förberedas och kastade sig bestämt ut på jakt.
28 juni besegrade Pozjarskij en liten kosackenhet och påbörjade ivrigt förföljelsen. Men efter att ha gått över floden Sosnovka stötte det moskovitiska kavalleriet ihop med en jättearmé, blev omringat och totalt slaget. Ryssarna förlorade upp till 30 tusen man (däribland över 5 000 fångar, vilka alla mördades kallbodigt). Lvov och Pozjarskij hamnade också i fångenskap. Pozjarskij fördes till krimkhanen och istället för ett tecken på underkastelse så spottade han denne i ansiktet och svor åt honom, för vilket han genast blev halshuggen. Lvov fick behålla livet, men dog inom kort i fångenskap. Slaget vid Konotop innebar ett av de allra svåraste nederlagen för ryssarna under 1600-talet. I slaget föll de bästa ur den moskovitiska adelns kavalleri, vilket inte kunde återuppbyggas under hela kriget.
Men Vygovskij lyckades inte utveckla sin framgång. Hans framryckning stoppades av det hårdnackade försvaret av fästningen Gadjatj. Efter donkosackernas anfall mot Krim drog sig khanen tillbaka för att försvara sina landområden. Polackerna förmådde inte heller att ännu skicka några större förstärkningar till Vygovskij. Utan deras stöd utgjorde inte hans armé någon större styrka. Den drog sig tillbaka till Tjigirin på Dneprs västra strand. I augusti försökte sig Vygovskijs armé på en ny offensiv i östra Ukraina, men blev slagen vid Kiev av Vasilij Sjeremetevs armé.
Hösten 1659 störtades Vygovskij av kosackerna. Chmelnitskijs son Jurij Chmelnitskij valdes till hetman.

## Kampanjen 1660
Året 1660 innebar en vändpunkt i det pågående polsk-ryska kriget. Just från och med detta år förlorar ryssarna det strategiska initiativet, vilket gradvis övergår till den polsk-litauiska sidan.

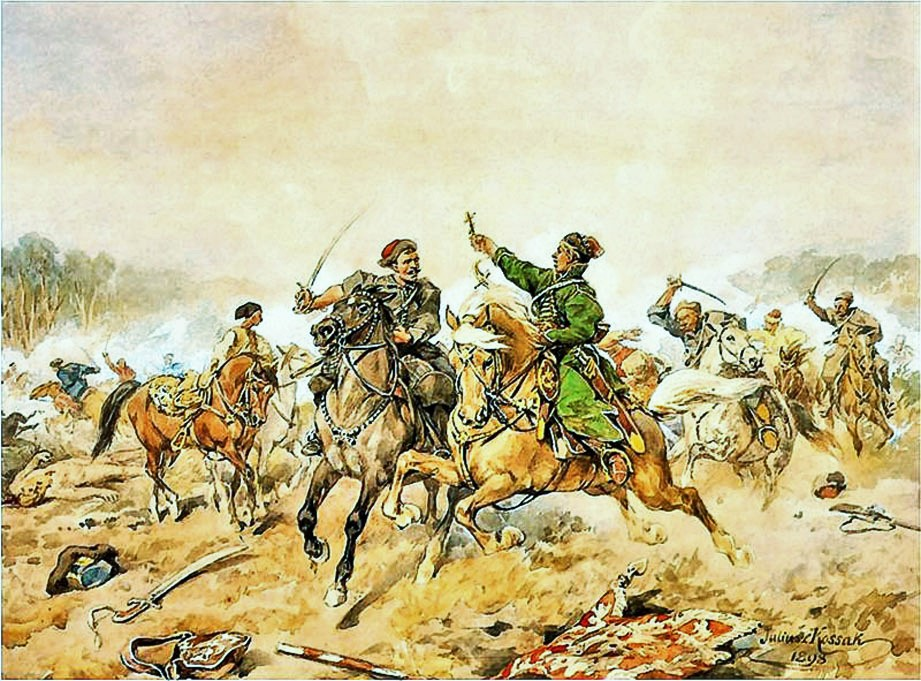
Jan Chryzostom Pasek vid belägringen av Ljachovitji (1660). Målning av Juliusz Kossak.

På den norra krigsskådeplatsen utvecklade sig krigsaktiviteterna under 1660 års kampanj inledningsvis lyckosamt för ryssarna. Således intog vojevoden Ivan Chovanskijs styrkor den starka färsningen Brest, och stolnik Semjon Zmejev tillfogade polackerna ett nederlag vid Slutsk. Dock ändrade sig situationen snart. Våren 1660 slöt Polen freden i Oliva med Sverige. Nu kunde det polska kommandot överföra alla sina styrkor mot ryssarna och inleda en motoffensiv i Vitryssland. Under de pågående striderna trängde den polska armén ut ryssarna ur Litauen (utom Wilno), samt från större delen av områdena i västra och centrala Vitryssland. Ryssarna lyckades tillfälligt stoppa den polska offensiven hösten 1660 vid byn Gubarevo (Mogiljov-området).

### Slaget vid Gubarevo (1660)
24-26 september 1660 ägde ett slag rum i närheten av byn Gubarevo mellan den förenade polska armén under hetmanerna Sapega, Czarniecki och Polubenski och den ryska armén under ledning av furst Jurij Dolgorukij (25 tusen man). Polackerna attackerade de ryska ställningarna från två håll. Först gav det ryska kavalleriet vika, men infanteriet, som stod i skogen slog tillbaka den polska anstormningen och återställde balansen. De hårda striderna fortsatte i hela tre dagar men gav inte någondera av sidorna någon avgörande övervikt. Dock stoppades det polska avancemanget. I oktober gav sig en 12 tusen man stark trupp under furst Chovanskijs ledning för att hjälpa Dolgorukij. Mot den avgick Sapegas och Czarnieckis enheter. Dessa tillfogade Chovanskijs armé ett nederlag och tvingade denne att retirera. Efter det (då förstärkningar uteblev) retirerade Dolgorukijs armé mot Mogiljov.

### Slagen vid Ljubara och Tjudnov (1660)

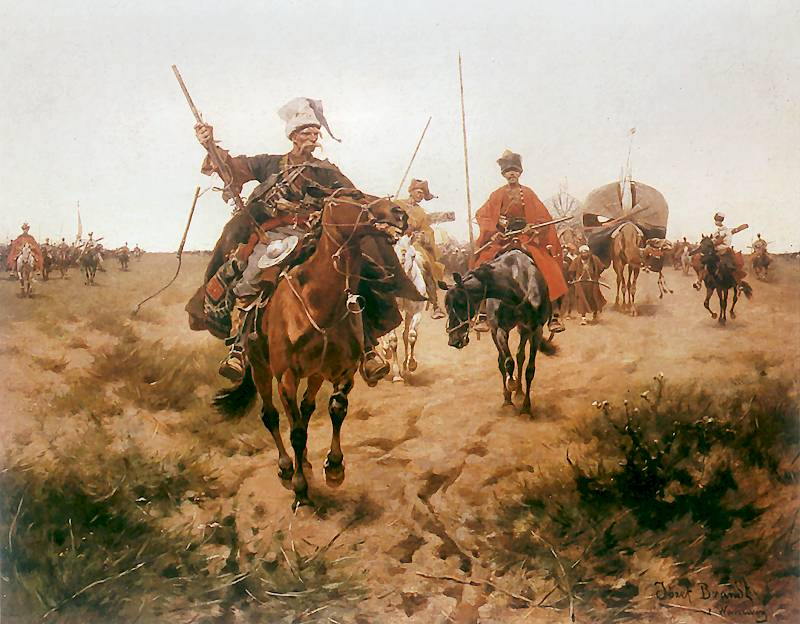
En rörlig vagnborg från tiden för det polsk-ryska kriget 1654-1667, målning av Józef Brandt

Samtidigt utspelade sig på den södra krigsskådeplatsen sannerligen dramatiska händelser. Slutet på oredan i Ukraina gjorde det möjligt för den ryska och ukrainska ledningen att till slut återuppta gemensamma krigshandlingar. I början av september 1660 inledde den ryska armén, som leddes av vojevoden Vasilij Sjeremetev (30 tusen man), och den kosackiska armén under ledning av Jurij Chmelnitskij (25 tusen man) sitt fälttåg mot Lwow på två sammangående vägar. 5 september stoppades Sjeremetevs armé vid Ljubara av den polsk-tatariska armén under ledning av hetmanerna Potocki och Lubomirski (30 tusen polacker och 60 tusen krimtatarer). Efter ett tvådagarsslag led ryssarna nederlag.
Omfattad från flankerna grävde Sjeremetevs armé ner sig, tog skydd bakom vagnarna och försvarade sig hårt fram till den 16 september. Sedan började den dra sig tillbaka mot Tjudnov (en stad vid floden Teterja) i en rörlig vagnborg. När den ryska armén kom till Tjudnov intog Sjeremetev en mindre lyckad position i en dalsänka. Men den ryske befälhavaren såg dessa obekvämligheter som tillfälliga, eftersom han vilken stund som helst räknade med den allierade arméns (d.v.s. Chmelnitskijs) ankomst. När Sjeremetev fick höra om att kosackerna var i antågande försökte han sig på en utbrytning i riktning mot dem, men utan framgång. Chmelnitskij avancerade inte för att hjälpa honom. Av rädsla för nederlag slöt den ukrainske hetmanen fred och en union med polackerna. Efter detta fann sig ryssarna tätt omringade och förlorade allt hopp om hjälp utifrån. De förlorade en tredjedel av sitt manskap p.g.a. strider, hunger och sjukdomar. 23 september kapitulerade Sjeremetev.

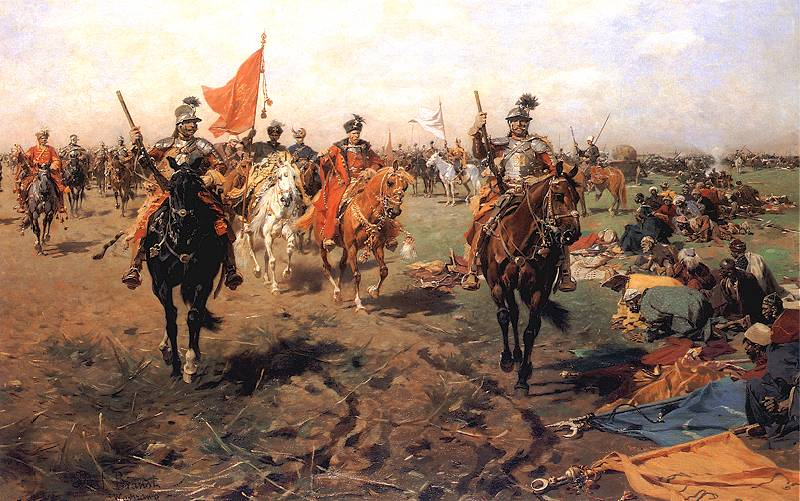
Nedläggning av fanor, målning av Józef Brandt

Enligt kapitulationsvillkoren förband han sig till att föra ut alla ryska styrkor från Ukraina. För detta skulle polackerna släppa hem hans armé utan fanor och vapen. I stället för det överlämnade de fångarna till sina allierade, krimtatarerna. Till Krim skickades även Sjeremetev (han återvände därifrån 21 år senare). Efter sin seger krävde polackerna från den ryske vojevoden Jurij Borjatinskij, som stod vid Kiev, att uppfylla Tjudnov-avtalet. På detta svarade han med en historisk fras: "Jag lyder den ryske tsarens ukaser och inte Sjeremetevs. Det finns många "Sjeremetevs" i Moskva". Polackerna vågade sig inte på en stormning av Kiev och drog sig tillbaka. Snart började oroligheter i deras armé p.g.a. icke-utbetalda solder. På grund av detta vägrade en del av armén från att delta i vidare stridshandlingar. Till följd av Borjatinskijs fasta hållning och oklarheter inom de egna leden gick den polska sidan miste om en utmärkt möjlighet till en stor offensiv mot östra Ukraina.
Hursomhelst innebar nederlaget vid Tjudnov ytterst negativa konsekvenser för ryssarna. Efter det genomgick Ukraina en splittring, östra Ukraina förblev trogna mot Moskva, medan på Dneprs högra (västra) strand valdes en ny hetman. Detta framkallade ett långvarigt inbördeskrig i Ukraina. Den lillryska oredan och förlusten av en hel armé berövade ryssarna helt deras offensiva initiativ på den södra krigsskådeplatsen. Från och med nu begränsade sig den ryska armén till försvaret av östra Ukraina. Dessutom, i detta för Ryssland svåra ögonblick blev landet tvunget att gå med på en fred med Sverige 1661 (Freden i Kardis) och avstå från sina erövringar i Baltikum. Slaget vid Tjudnov blev ett av de svåraste nederlagen för den ryska armén under 1600-talet.

## Kampanjen 1661-1662
Under denna period hade ägde den polska armén initiativet. På grund av finansiella och ekonomiska problem kunde den emellertid inte se till att genomföra en samtidig offensiv i Vitryssland och Ukraina. Det polska kommandots huvudsakliga ansträngningar koncentrerade sig till den norra krigsskådeplatsen.

### Slaget vid Kusjliki (1661)
Detta slag blev avgörande under 1661 års kampanj i Vitryssland. Hösten 1661 drabbade den ryska armén under vojevoderna Chovanskijs och Ordin-Nasjtjokins ledning (20 tusen man) med den polsk-litauiska armén under marskalk Zeromskis kommando. Den ryska armén led ett svårt nederlag i det slaget. Enligt vissa uppgifter hade endast två tusen (av tjugo tusen) man tillsammans med Chovanskij och Nasjtjokin lyckats rädda sig. De övriga hade antingen stupat eller blivit tillfångatagna, blande dem även Chovanskijs son. Segrarna kom också över 9 kanoner och fanor. Efter nederlaget vid Kusjliki blev den ryska armén tvungen att lämna större delen av Vitryssland.

### Försvaret av Wilno (1661-1662). Händelser i Ukraina (1661-1662)
Under denna period fortsatte den avskurna ryska garnisonen i Wilno sitt försvar under ledning av vojevoden Danila Mysjetskij. Ryssarna slog tillbaka fem stormningar och klarade sig igenom en nästan ett och ett halvt år lång belägring. I november 1662 återstod endast 78 soldater bland fästningens försvarare. Trots det vägrade Mysjetskij att ge upp och ville spränga fästningen. När de överlevande försvararna i Wilno fick kännedom om dessa planer grep de vojevoden och överlämnade honom sedan till polackerna. På order av den polske kungen Jan Kazimiers blev Mysjetskij avrättad. Med förlusten av Wilno föll det sista ryska fästet i Litauen.
Under samma period ägde slag av lokal betydelse rum i Ukraina. Under vintern genomförde Chmelnitskijs enheter tillsammans med polackerna och tatarerna en rad räder in i östra Ukraina, men blev tillbakaslagna. Efter att de polska huvudstyrkorna hade marscherat iväg från Ukraina till Vitryssland blev Krimkhanen Jurij Chmelnitskijs viktigaste allierade och beskyddare. På hösten trängde Chmelnitskij och krimtatarerna in i östra Ukraina och belägrade Perejalavl, men blev tillbakaslagna. I början av sommaren 1662 upprepade de sin räd. Efter en rad strider i trakten av Perejaslav blev de tatarisk-ukrainska styrkorna tvungna att dra sig tillbaka.
Tillbakaslagandet av Chmelnitskijs anstormning sammanföll med en bitter inre konflikt i östra Ukraina, vilken hade samband med valet där av en ny hetman. Huvudkampen utspelade sig mellan tre huvudkandidater - Samko, Brjuchovetskij och Zolotarenko. I april 1662 valdes Samko slutligen till hetman. Men han behöll sin makt i knappt ett år, då han avsattes av sin rival Brjuchovetskij. Således blev Moskvaregeringen tvungen att inte bara kriga mot polackerna, utan att samtidigt även försöka reda ut de lillryska affärerna, där hetmanernas förräderi, deras inbördes kamp och angiverier var vardagsmat. Den komplicerade och motsägelsefulla situationen i Ukraina, där nationalistiska och religiösa problem gick hand i hand med grannländernas strategiska intressen samt ägandeanspråk från vissa ätter, försvårade ytterst både den ryska arméns agerande så ock den ryska diplomatins arbete.

## Kampanjen 1663-1664
Huvudhändelserna under denna period utspann sig på den södra krigsskådeplatsen. Efter att ha drivit ut ryssarna från Litauen och Vitryssland bestämde sig det polska kommandot för att uppnå en avgörande framgång i Ukraina. Hösten 1663 anlände till västra Ukraina en polsk armé med kung Jan II Kazimierz i spetsen som uppgick till totalt 10 tusen man. Efter en förening med västra Ukrainas hetman Teterja (som hade ersatt Jurij Chmelnitskij) inledde polackerna sin offensiv i östra Ukraina. Utan tillräcklig styrka som behövdes för att en så stor operation skulle kunna genomföras räknade kungen med att locka över östra Ukrainas kosacker på sin sida. I händelse av framgång skulle polackerna kunna tränga in på ryskt territorium, komma i ryggen på de ryska styrkor som befann sig i Vitryssland, samt organisera ett fälttåg mot Moskva.
Till en början firade den polska armén framgångar. Den intog 13 städer, men sedan antog händelseutvecklingen ett för kungen ogynnsamt förlopp. Ju längre hans armé avancerade desto starkare blev motståndet mot den. Fästningen Lochvitsa försvarade sig hårdnackat, och kunde intas av polackerna först efter en förbittrad stormning. Den av Teterja belägrade staden Gadjatj vägrade också att kapitulera. Kungen själv belägrade utan framgång staden Gluchov, men led ett nederlag mot ryska trupper vid Novgorod-Severskij och blev tvungen att dra sig tillbaka. Endast den ryske vojevoden Jakov Tjerkasskijs obeslutsamhet räddade den polska armén undan en total förintelse. Kungens kampanj i östra Ukraina hade misslyckats. Under vintern och våren 1664 övergick de rysk-ukrainska styrkorna till offensiva handlingar och genomförde en rad räder in i västra Ukraina. Sommaren 1664 ägde strider av lokal karaktär rum i västra Ukraina i trakten av Korsun och Kanjev, där endast en rysk avdelning på 2 tusen man under vojevoden Grigorij Kosogovs ledning var verksam. Mer än så kunde inte Moskva avdela för offensiven i västra Ukraina.

## Kampanjen 1665-1666. Stilleståndet i Andrusovo (1667)
Jan II Kazimierz fälttåg in i östra Ukraina blev den sista stora operationen under det polsk-ryska kriget. Efter det började stridshandlingarna att mattas av. Varken Ryssland eller Polen hade några krafter kvar för ett avgörande slag. Under 1665, både på den norra och den södra krigsskådeplatserna, förekom strider av lokal karaktär. I söder fortsatte de rysk-ukrainska styrkorna att genomföra räder in i västra Ukraina, bland annat intog de Korsun och besegrade polackerna vid Belaja Tserkov. I Vitryssland förekom inga stora slag. Båda sidornas militära ansträngningar förbyttes i diplomatiska aktiviteter. 1666 inleddes förhandlingar, vilka avslutades i januari 1667 med att man undertecknade ett stillestånd i byn Andrusovo (nära Smolensk) som skulle sträcka sig över 13,5 år.

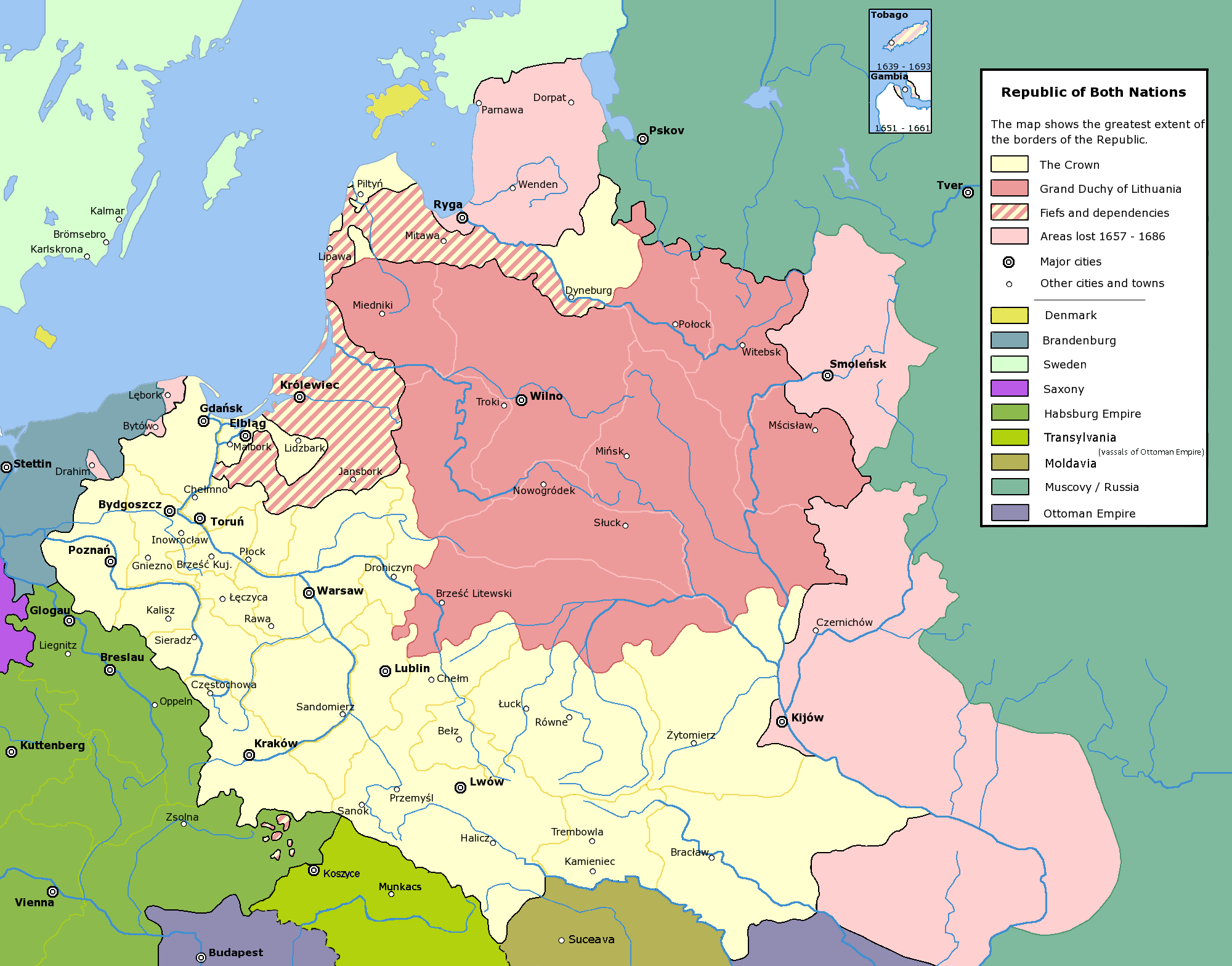
Områdena markerade med rosa tillföll Ryssland genom stilleståndet i Andrusovo (1667). Det slutgiltiga fredsavtalet undertecknades 1686.

Enligt stilleståndet i Andrusovo fick Ryssland Smolensk och alla områden som det hade förlorat under Stora oredans tid, samt östra Ukraina med tillfällig äganderätt till staden Kiev (den rätten blev sedermera permanent). Zaporizja Sitj erhöll autonomi. Vitryssland och västra Ukraina förblev i polsk ägo. För Rysslands del visade sig kriget bli ett av de mest långvariga, det varade med avbrott i över 13 år. Efter detta krig började det katolska Europa, som hade utvidgat sitt inflytande till Dneprs stränder, att dra sig tillbaka.
Avtalet i Andrusovo, vilket betydde ett sammanbrott för Warszawas östpolitik, avslutade därmed en period av väpnad rivalitet mellan Ryssland och Rzeczpospolita. Polen kunde inte återhämta sig från förlusterna det hade tillfogats. Landet började förlora sin roll som regional ledare i Östeuropa och upphörde att utgöra ett allvarligt hot mot Moskva. Inom kort närmade sig länderna varandra, först på basis av gemensamma aktioner mot Osmanska riket och senare mot Sverige.